# Abraham Kibiwot
Abraham Kibiwot (* 6. April 1996 in Uasin Gishu) ist ein kenianischer Leichtathlet, der sich auf den Hindernislauf spezialisiert hat. 2023 gewann er in dieser Disziplin die Bronzemedaille bei den Weltmeisterschaften in Budapest und 2022 gewann er die Goldmedaille bei den Commonwealth Games in Birmingham.

## Sportliche Laufbahn
Erste Erfahrungen bei internationalen Meisterschaften sammelte Abraham Kibiwot bei den Jugendafrikameisterschaften 2013 in Warri, bei denen er den fünften Platz im 2000-Meter-Hindernislauf belegte. Zwei Jahre später gewann er bei den Juniorenafrikameisterschaften in Addis Abeba in 8:47,43 min die Goldmedaille über 3000 Meter Hindernis. 2016 nahm er an den Afrikameisterschaften in Durban teil und gewann dort in 8:24,19 min die Bronzemedaille. 2018 nahm er zum ersten Mal an den Commonwealth Games im australischen Gold Coast teil, bei denen er in 8:10,62 min die Silbermedaille hinter seinem Landsmann Conseslus Kipruto gewann. 2019 klassierte er sich bei den Weltmeisterschaften in Doha mit 8:08,52 min im Finale auf dem siebten Platz und im Jahr darauf siegte er in 8:17,60 min beim Kip Keino Classic. 2021 wurde er beim Herculis in 8:07,81 min Zweiter und nahm daraufhin an den Olympischen Sommerspielen in Tokio teil, bei denen er mit 8:19,41 min im Finale auf Rang zehn gelangte. Anschließend wurde er beim Meeting de Paris in 8:09,35 min Zweiter und gelangte bei Weltklasse Zürich mit 8:18,16 min auf Rang drei.
2022 siegte er in 8:21,92 min beim Kip Keino Classic und wurde bei der Doha Diamond League in 8:16,40 min Dritter. Bei der Golden Gala Pietro Mennea gelangte er mit 8:06,73 min auf Rang zwei und im Juli belegte er bei den Weltmeisterschaften in Eugene mit 8:28,95 min im Finale auf den fünften Platz. Anschließend siegte er in 8:11,15 min bei den Commonwealth Games in Birmingham und wurde bei Weltklasse Zürich in 8:08,61 min Dritter. Im Jahr darauf wurde er beim Meeting International Mohammed VI d’Athlétisme de Rabat in 8:05,51 min Dritter und im Juli wurde er beim Memoriał Kamili Skolimowskiej mit 8:08,03 min Zweiter, ehe er beim Herculis mit 8:09,54 min auf Rang drei gelangte. Anschließend gewann er bei den Weltmeisterschaften in Budapest mit 8:11,98 min im Finale die Bronzemedaille hinter dem Marokkaner Soufiane el-Bakkali und Lamecha Girma aus Äthiopien. 2024 siegte er in 8:20,54 min beim Kip Keino Classic und wurde bei der Doha Diamond League in 8:07,38 min Zweiter. Anschließend gelangte er beim Meeting de Paris mit 8:06,70 min auf Rang drei und im August gewann er bei den Olympischen Sommerspielen in Paris in 8:06,47 min die Bronzemedaille hinter dem Marokkaner el-Bakkali und dem Kenneth Rooks aus den Vereinigten Staaten.
In den Jahren 2016 und 2022 wurde Kibiwot kenianischer Meister im 3000-Meter-Hindernislauf.

## Persönliche Bestzeiten
- 3000 m Hindernis: 8:05,51 min, 28. Mai 2023 in Rabat